# Christine Dal
Christine Dal Thrane er en dansk politiker og regionsrådsmedlem i Region Hovedstaden fra 2018-2026 for Venstre. Hun er født i 1991 i Gentofte af Anne Frausing og Per Dal Jensen og bor i Lyngby-Taarbæk Kommune hvor hun også sidder i Kommunalbestyrelsen. 
Hun er uddannet sygeplejerske og er ansat på Gentofte Hospital med kirurgisk sygepleje i Urologien. Fik 2383 personlige stemmer ved Regionsvalget og 220 personlige stemmer ved kommunalvalget på Frederiksberg, hvor hun ikke blev valgt. Ved folketingsvalget 2019 stillede hun op i Københavns omegns storkreds for Hvidovrekredsen og fik 1358 personlige stemmer, og blev Venstres 1. suppleant til Folketinget.
Ved Kommunal- og regionsrådsvalget i 2021 stillede hun op til kommunalbestyrelsen i Lyngby-Taarbæk kommune og fik 448 personlige stemmer. Ved Regionsvalget i 2021 fik hun 2570 personlige stemmer og blev valgt ind begge steder. 

## Politiske poster
- Medlem af Kommunalbestyrelsen i Lyngby-Taarbæk 2022-

- Medlem af Regionsrådet Hovedstaden 2018-
- Fmd. for Forebyggelses- Social- og Beskæftigelsesudvalget LTK 2022-
- Medlem af Hovedstadens Letbanebestyrelse 2023-
- Medl. Af Sundhedsudvalget, erhvervs, vækst og forsknings udvalget, Sundhedskoordinationsudvalget og følgegruppen for Bispebjerg hospital
- Medlem af Miljøudvalget under Danske Regioner 2018-2022
- Rådmand på Frederiksberg 2014-2015
- Medlem af Børneudvalget, undervisningsudvalget, sundhed- og omsorgsudvalget 2014-2015, 2016- 2017  - Region Hovedstaden
- Bestyrelsesmedlem Frederiksberg gymnasium 2014-
- Bestyrelsesmedlem Kommuneforeningen Venstre Frederiksberg 2014-2018